# Závada, Humenné
Závada este o comună slovacă, aflată în districtul Humenné din regiunea Prešov. Localitatea se află la altitudinea de 340 m deasupra n.m., se întinde pe o suprafață de 9,03 km2 și în 2017 număra 72 de locuitori.

## Istoric
Localitatea Závada este atestată documentar din 1378.

## Demografie
| An:                | 1994 | 2004    | 2014   | 2024   |
| ------------------ | ---- | ------- | ------ | ------ |
| Număr de persoane: | 94   | 77      | 76     | 73     |
| Diferență:         |      | −18,08% | −1,29% | −3,94% |

| An:                | 2023 | 2024   |
| ------------------ | ---- | ------ |
| Număr de persoane: | 69   | 73     |
| Diferență:         |      | +5,79% |